# San Ignacio (ort i Honduras, Departamento de Francisco Morazán, lat 14,65, long -87,03)
San Ignacio är en ort i Honduras.   Den ligger i departementet Departamento de Francisco Morazán, i den centrala delen av landet, 70 km norr om huvudstaden Tegucigalpa. San Ignacio ligger 700 meter över havet och antalet invånare är 2 330.
Terrängen runt San Ignacio är huvudsakligen kuperad, men västerut är den platt. San Ignacio ligger nere i en dal. Runt San Ignacio är det mycket glesbefolkat, med 3 invånare per kvadratkilometer. Närmaste större samhälle är Orica, 10,5 km nordost om San Ignacio.  